# Le Pays Réel
Le Pays Réel was een Franstalige royalistische en katholiek geïnspireerde krant uitgegeven door de Rexistische Beweging in België. De krant ontleende haar titel aan een controversieel concept van de Franse schrijver en collaborateur Charles Maurras.

## Geschiedenis
Het eerste nummer verscheen op 3 mei 1936 met Hubert d'Ydewalle, afkomstig uit Beernem, als hoofdredacteur. Het dagblad was opgericht als propagandablad van de politieke partij Rex van Léon Degrelle met het oog op de parlementsverkiezingen van 1936. Ze stond onder de feitelijke leiding van Léon Degrelle.
De krant was, na een eerder moeilijke start, vrij snel een groot succes. In oktober 1936 werd ze gedrukt op 217.000 exemplaren.
Hubert d'Ydewalle verbrak in 1937 alle banden met Rex, wat hij met zijn leven zou bekopen. Op 4 april 1945 stierf hij in een trein tijdens een nazi-transport.
Na de verkiezingen van april 1937 verloor de krant in snel tempo haar lezers. Onder leiding van José Streel begon ze toen haar ware gelaat te tonen. In 1939 was de oplage gedaald tot 18.000 exemplaren.
Na de Duitse invasie op 10 mei 1940 werd de uitgifte van Le Pays Réel om tactische redenen tijdelijk door de bezetter stopgezet. De krant verscheen opnieuw vanaf 25 augustus 1940 met José Streel als hoofdredactie. Ook Victor Matthys had gedurende een korte periode de leiding. Le Pays Réel was de belangrijkste krant van de rexistische beweging en ze koos resoluut voor het nazisme. In oktober 1940 was de oplage opnieuw gestegen tot 48.000 exemplaren.
Bij de bevrijding op 2 september 1944 verdween de krant voorgoed. De oplage was ondertussen gedaald tot 9000 exemplaren.
Tijdens de repressie werden de medewerkers van Le Pays Réel zwaar bestraft. José Streel en Victor Matthijs kregen de doodstraf. De andere redacteurs werden aanvankelijk opgepakt en in de lente van 1945 zonder beschuldiging vrijgelaten. In de tweede golf van de repressie werden ze echter in blok veroordeeld tot zware gevangenisstraffen. Zo kreeg Marc Eemans een gevangenisstraf van acht jaar, waarvan vier met uitstel.